# Osman Özdemir
Osman Özdemir (* 1. September 1961 in Adapazarı) ist ein ehemaliger türkischer Fußballspieler und aktueller Trainer.

## Karriere

### Als Spieler
Osman Özdemir spielte in den 80er und 90er Jahren bei diversen Süper-Lig- und TFF-1.-Lig-Vereinen. Durch seine langjährige Tätigkeit bei Gençlerbirliği Ankara wird er mit diesem Verein assoziiert. Er wird sowohl von den Fans wie auch von dem Verein als einer der bedeutendsten Spieler der Vereinsgeschichte aufgefasst. Mit Gençlerbirliği konnte er in der Spielzeit 1986/87 den türkischen Fußballpokal gewinnen.
Mit Adanaspor erreichte er in der Saison 1987/88 die Meisterschaft der TFF 1. Lig und damit den Aufstieg in die Süper Lig.
1996 beendete er beim damaligen Istanbuler Drittligisten Mithatpaşaspor seine Laufbahn als aktiver Spieler.

### Als Trainer
Im Anschluss an seine Spielerkarriere entschied er sich, eine Trainerlaufbahn zu starten. Als erste Tätigkeit übernahm er bei Sakaryaspor den Posten des Co-Trainers. Anschließend übernahm er den gleichen Posten bei Gençlerbirliği Ankara und Çaykur Rizespor.
2002/03 übernahm er Kırıkkalespor und war somit das erste Mal als Cheftrainer tätig. Bereits nach kurzer Zeit trennte er sich aber von diesem Verein.
Im Anschluss an diese Tätigkeit arbeitete er der Reihe nach bei Gençlerbirliği Ankara und Diyarbakırspor wieder als Co-Trainer.
Im Februar 2006 wurde er der Cheftrainer von Çankırıspor. Diese Tätigkeit übte er etwa ein Jahr aus.
Am 27. Spieltag der Saison 2006/07 ersetzte er beim Zweitligisten Gençlerbirliği Oftaş den zurückgetretenen Trainer Metin Diyadin. Er konnte mit diesem Verein die Tabellenspitze halten und erreichte am Saisonende die Meisterschaft der TFF 1. Lig und damit den direkten Aufstieg in die Süper Lig. Nach einigen schlechten Ergebnissen in der Süper Lig wurde er vom Posten des Cheftrainers entfernt.
In den nachfolgenden Spielzeiten trainierte er Orduspor und Adanaspor.
Im Sommer 2011 übernahm er den finanziell stark angeschlagenen Absteiger Konyaspor. Dieser Verein wurde von der UEFA mit einem Transferverbot bestraft. Darüber hinaus trennten sich die meisten gestandenen Profis von diesem Verein. Özdemir war hier gezwungen, mit einigen Profis und mit vielen Nachwuchsspielern eine schlagkräftige Mannschaft für die anstehenden TFF 1. Lig-Saison zu formen. Entgegen den Erwartungen setzte er sich mit der Mannschaft früh an der Tabellenspitze fest und erreichte zum Saisonende die Playoffs der 1. Lig. Zum Saisonende wurde bekannt gegeben, dass Özdemir den Verein verlassen wird.
Wenige Tage vor dem Beginn der PTT-1. Lig 2012/13-Spielzeit wurde er als Nachfolge des zurückgetretenen Trainers Güvenç Kurtar vorgestellt. Mit dieser Mannschaft gelang ihm keine gute Start in die Saison. Nachdem seine Mannschaft am 5. Spieltag 1:5 gegen Kayseri Erciyesspor verlor und die Mannschaft mit zwei Punkten aus fünf Spielen sich auf dem vorletzten Tabellenplatz befand, trat Özdemir von seinem Amt zurück. Drei Tage nach seinem Rücktritt wurde Mustafa Uğur als Nachfolge vorgestellt.
Am 31. Januar 2013 wurde er beim Zweitligisten Kartalspor als Nachfolger des zuvor zurückgetretenen Özcan Kızıltan vorgestellt. Er sollte die Mannschaft vorerst bis zum Saisonende betreuen. Nach dem 28. Spieltag trat er von seinem Amt zurück und wurde wenig später durch Mehmet Altıparmak ersetzt.

## Erfolge

### Als Spieler
Gençlerbirliği Ankara
- Türkischer Pokalsieger: 1986/87

Adanaspor
- Meisterschaft der TFF 1. Lig: 1987/88
- Aufstieg in die Süper Lig: 1987/88

### Als Trainer
Gençlerbirliği Oftaş
- Meisterschaft der TFF 1. Lig: 2006/07
- Aufstieg in die Süper Lig: 2006/07